# Friedrich Zipperer
Friedrich Zipperer (* 23. Juni 1939; † 25. August 2017) war ein deutscher Fußballspieler. Der Offensivspieler erzielte in der Debütrunde der Fußball-Bundesliga, 1963/64, für den VfB Stuttgart in zwei Einsätzen zwei Tore.

## Laufbahn
Der Angreifer wechselte von Viktoria Wertheim zum VfB Stuttgart. Zur Saison 1961/62 wurde er aus der Amateurmannschaft in den Oberligakader übernommen. Extern kamen mit Manfred Reiner (Karlsruher SC), Josef Christ (Sportfreunde Saarbrücken) und Rudi Entenmann (TSV Benningen) noch drei weitere Spieler zum Spielerkader von Trainer Kurt Baluses. Im Nachholspiel am 21. April 1962 debütierte Zipperer bei einer 1:4-Auswärtsniederlage beim BC Augsburg in der damals erstklassigen Fußball-Oberliga Süd. Mit Dieter Höller, Rudi Entenmann, Rolf Geiger und Lothar Weise bildete er auf Linksaußen den VfB-Angriff. Im letzten Jahr der alten erstklassigen Oberliga, 1962/63, gehörte er mit 22 Einsätzen und sieben Toren der Stammbesetzung des VfB an. Die interne Torschützenliste wurde gemeinsam von Reiner und Neuzugang Gerhard Wanner mit jeweils 12 Toren angeführt, knapp gefolgt von Höller mit 11 Treffern, dann kamen Zipperer mit sieben und Weise mit sechs Toren. Am 10. Februar 1963 hatte Zipperer vor 35.000 Zuschauern den Siegtreffer zum 2:1 gegen den Karlsruher SC erzielt. Der VfB belegte den 6. Rang und wurde ab 1963/64 in die neu gegründete Bundesliga aufgenommen.
Da die zwei Exnationalspieler Rolf Geiger und Erwin Waldner wieder zurückkehrten und vom VfR Mannheim mit Hans Arnold ein dritter Anwärter auf die Stammplätze hinzu kam, war die Ausgangsposition für Zipperer deutlich erschwert. In der Bundesliga erzielte er bei seinen beiden einzigen Bundesligaeinsätzen jeweils ein Tor. Er spielte am 5. Oktober 1963 beim 3:1-Heimerfolg gegen den 1. FC Saarbrücken als Mittelstürmer und am 30. März 1964 bei einem 2:0-Auswärtserfolg als Waldner-Ersatz auf Rechtsaußen. Nach dieser Spielzeit wechselte Zipperer zum SV Waldhof Mannheim in die damals zweitklassige Regionalliga Süd.
Bei den Blau-Schwarzen debütierte er am 9. August 1964 bei einer 0:3-Auswärtsniederlage gegen den FC Schweinfurt 05 in der Regionalliga Süd. Mit Rechtsaußen Heinz Schmitt bildete er den rechten Flügel. Im zweiten Spiel, dem ersten Heimspiel der Saison, erzielte er beim 5:1-Sieg gegen den FSV Frankfurt das erste Ligator für Waldhof. Zipperer erzielte in 35 Regionalligaeinsätzen 14 Tore und Waldhof belegte 1964/65 den 4. Rang. Als Waldhof in der Saison 1965/66 mit dem 3. Rang die beste Platzierung in der Regionalliga Süd erreichte, war Zipperer infolge Verletzungen nur in 19 Spielen, in denen er acht Tore erzielte, zum Einsatz gekommen. An der Seite von Spielern wie Wolfgang Höfig, Rolf Lederer, Heinz Schmitt, Albert Preis und Klaus Sinn war aber der Abstand zu den zwei Südvertretern in der Aufstiegsrunde, FC Schweinfurt 05 und Kickers Offenbach, mit zehn beziehungsweise neun Punkten sehr deutlich, zumal der Meister und Vizemeister aus dem Süden in der Aufstiegsrunde jeweils mit 3:9 Punkten den enttäuschenden vierten Rang belegten. In der Saison 1968/69 zeigte Zipperer nochmals seine Torgefährlichkeit bei Waldhof: In 32 Ligaeinsätzen erzielte er beim Tabellenelften unter Trainer Hermann Lindemann und an der Seite von Mitspielern wie Günter Sebert, Udo Glaser, Helmut Hilpert und Günter Träutlein 15 Tore. Sein letztes Regionalligaspiel bestritt der Angreifer am 12. April 1970 bei einem 3:1-Heimerfolg gegen Hessen Kassel. Von 1964 bis 1970 hat er insgesamt 154 Ligaspiele für Waldhof Mannheim bestritten und dabei 52 Tore erzielt.